# Vera Zahradnik

Vera Zahradniks Pflegeeltern, Hans und Gisela Weigel (geb. Hauswirth), haben 1915 diese vom Architekten Max Fabiani 1896 umgebaute Villa, Hohe Warte, Nr. 29, gekauft und bewohnt, bevor sie 1923 in das Haus Weimarer Straße 91 übersiedelt sind.

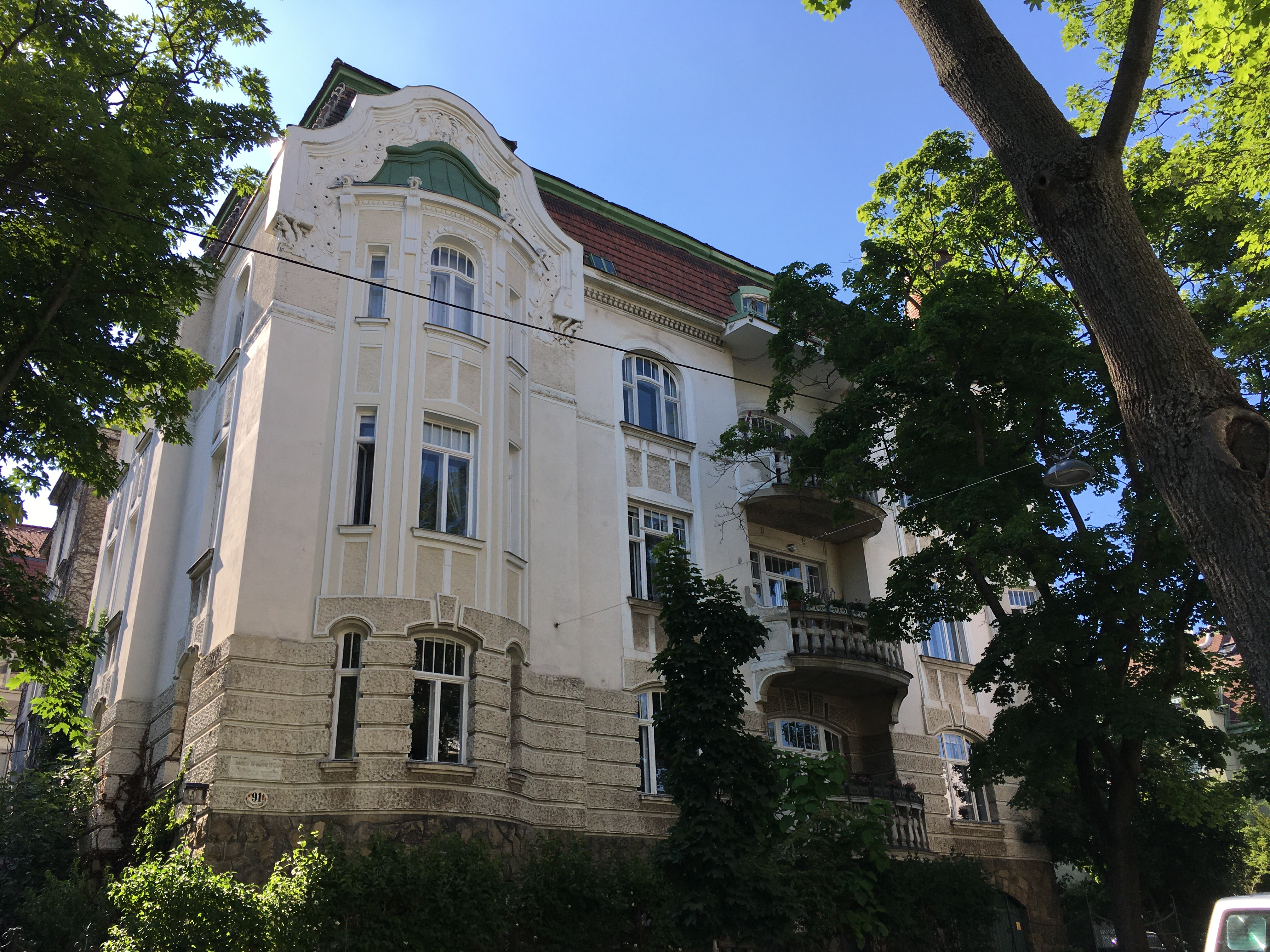
Weimarer Straße 91: Hier wohnte die Familie Weigel von 1923 bis 1939, bevor sie in das Haus Porzellangasse 39 übersiedelt ist, wo sich das Café Koralle befand, das seit 1925 von Vera Zahradniks Pflegeeltern geleitet wurde.

Vera Zahradnik (auch Wera Weigel) (* 6. Mai 1908 in Brünn, Österreich-Ungarn; † 3. Mai 1991 in Wien, Österreich) war eine tschechisch-österreichisch-amerikanische Tänzerin und Tanz-Pädagogin. Zahradnik studierte in Wien bei Grete Wiesenthal und Gisa Geert, anschließend in Dresden bei Mary Wigman und trat in deren Produktionen auf. Nachdem sie Wigman auf USA-Tourneen begleitet hat, gründete sie 1935 eine eigene Tanzschule in Krakau.

## Leben und Werk
Vera Zahradnik, die durch den Tod ihrer Mutter Basilia Zahradnik (geborene Weigel, 1871–1914) Halb- und durch den Tod ihres Vaters Rudolf Zahradnik (1857–1915) Vollwaise wurde, wuchs ab 1914 in der Familie ihres Onkels und Taufpaten Hans Weigel zuerst in Prostějov, ab 1915 in Wien auf. Sie nannte sich wahlweise Wera Weigel bzw. Vera Zahradnik, weshalb sie unter diesen Namen auf Theaterzetteln, in Programmheften und Medienberichten erwähnt wurde. Als Wera Weigel studierte sie bei Grete Wiesenthal Tanz. In den 1920er-Jahren trat sie wiederholt als Wiesenthal-Meisterschülerin mit ihrer Lehrerin im Wiener Konzerthaus auf. Mit den Grete-Wiesenthal-Meisterschülerinnen Pepitta Höllriegl und Ingela Dulnig gestaltete sie als Wera Weigel 1924 einen Tanzabend, für den der Maler Erwin Lang ein Plakat entworfen hat.
Als Vera Zahradnik trat sie 1927 mit Gisa Geert und Melitta Primavesi im Wiener „Volksheim“ auf. Unter dem Namen Wera Zahradnik war sie 1929 im Wiener Konzerthaus zu sehen. In den 1920er-Jahren studierte sie zudem bei Mary Wigman in Dresden. Als Mitglied von Mary Wigmans Tanztruppe trat sie gemeinsam mit ihrer späteren Schwägerin Meta Menz zwischen 20. Juli und 2. September 1930 in Albert Talhoffs „Totenmal“ und 1932 im Gruppentanz „Der Weg“ auf. Im Winter 1932/33 begleitete sie Mary Wigman auf ihrer USA-Tournee. Mitte der 1930er-Jahre eröffnete Zahradnik in Krakau ein Tanzstudio, das sie auch während des Zweiten Weltkrieges betrieben hat. Anschließend kehrte sie nach Wien zurück, von wo aus sie nach New York City übersiedelte. Um 1981 kehrte sie erneut in die Wiener Wohnung der Familie Weigel (Porzellangasse 39) zurück.
Vera Zahradnik wurde am 15. Mai 1991 am Neustifter Friedhof (Gruppe N, Reihe 10, Nummer 75) begraben.

## Familiäres
Vera Zahradniks Pflegeeltern Hans und Gisela Weigel (geb. Hauswirth) gehörte zwischen 1915 und 1923 die kunst- und kulturgeschichtlich interessante Villa „Hohe Warte 29“. Sie führten seit 1925 das Wiener „Café Industrie“. Zahradniks Cousin und ältester Pflegebruder Hans Weigel (1902–1978) war mit der Mary-Wigman-Mitarbeiterin Meta Menz verheiratet. Zahradniks Cousine und Pflegeschwester Martha Weigel (1903–1986) hat in den 1920er-Jahren bei der Wiener Gesangspädagogin Fritzi Lahr-Goldschmid Gesang studiert und ist 1929 unter anderem im Schubert-Saal des Wiener Konzerthauses aufgetreten, bevor Weltwirtschaftskrise und Weltkrieg sie zur Mitarbeit im Familienbetrieb genötigt haben. Zahradniks Cousine und jüngste Pflegeschwester war die Grafikerin und Kinderbuch-Illustratorin Susi Weigel.